# Aleksejs Višņakovs
Aleksejs Višņakovs (* 3. Februar 1984 in Riga) ist ein ehemaliger lettischer Fußballspieler.

## Verein
Aleksejs Višņakovs begann seine Karriere in seiner Heimatstadt Riga, in der Jugend von Skonto Riga die als JFC Skonto bekannt ist. In der Spielzeit 2001 wurde Višņakovs erstmals vom Trainer des lettischen Rekordmeisters Aleksandrs Starkovs in der Virslīga eingesetzt. Dort blieb er aber nur mit zwei gespielten Partien zum erweiterten Kader. Skonto gewann in diesem Jahr neben der Meisterschaft auch den Lettischen Pokal. In der Saison 2002 spielte er beim Lettischen Zweitligisten FK Auda. Am Ende der Spielzeit konnte er 20 Spiele vorweisen, wobei er einmal ins gegnerische Tor traf. Zu Beginn der Saison 2003 kehrte Višņakovs zurück zu Skonto Riga und konnte in den Jahren 2003 und 2004 erneut Meister werden. Nachdem sein Vertrag am Ende der Spielzeit 2008 nicht verlängert worden war, unterschrieb er einen Vertrag beim aktuellen Meister dem FK Ventspils. In Ventspils konnte er auf nationaler Ebene keine Titel gewinnen, International allerdings die Baltic League; im Finalspiel gegen den litauischen Vertreter Sūduva Marijampolė stand Višņakovs in der Startaufstellung und wurde von seinem italienischen Trainer Nuncio Zavettieri kurz vor Spielende durch Jevgēņijs Kosmačovs ausgewechselt. Im Jahr 2011 stand er für kurze Zeit bei Spartak Naltschik in Russland unter Vertrag, ehe der Mittelfeldspieler einen Vertrag beim polnischen Erstligisten aus Krakau dem KS Cracovia unterschrieb. Mit Cracovia stieg Višņakovs am Saisonende 2011/12 als Tabellenletzter ab. Im Sommer 2012 wechselte er nach dem Abstieg zum russischen Zweitligisten Baltika Kaliningrad. Im Jahr 2013 spielte Višņakovs wieder in Lettland beim FK Spartaks Jūrmala, von wo er Mitte des Jahres 2013 nach Polen zu Widzew Łódź wechselte. Nach einer Saison wechselte er nach Moldawien zu Zimbru Chișinău. Im Jahr 2015 kam er in seine lettische Heimat zurück, als er beim Rekordmeister Skonto Riga einen Vertrag unterschrieb. Es folgten weitere Stationen bei FK Rīgas Futbola skola, FK Spartaks Jūrmala und 2019 spielte er bei Riga FC. Mit 5 Einsätzen für SK Super Nova beendete er nach der Saison 2020 seine aktive Karriere.

## Nationalmannschaft
Seit 2004 spielte Aleksejs Višņakovs für die Lettische Fußballnationalmannschaft. Sein Debüt gab er im Länderspiel gegen den Oman im Dezember 2004 im Bahrainischen Manama. Bis 2018 absolvierte er insgesamt 77 Partien und traf dabei acht Mal.

## Erfolge
mit Skonto Riga:
- Lettischer Meister: 2001, 2003, 2004
- Lettischer Pokalsieger: 2001

mit dem FK Ventspils:
- Baltic League: 2009/10

## Familie
Sein jüngerer Bruder Eduards (* 1990) spielt beim FK Schachzjor Salihorsk in Belarus.